# ベター・ウォッチ・アウト クリスマスの侵略者
『ベター・ウォッチ・アウト クリスマスの侵略者』（ベターウォッチアウト クリスマスのしんりゃくしゃ、Better Watch Out）は、2016年のアメリカ合衆国・オーストラリアのサスペンス・ミステリー/ホラー/コメディ映画。監督はクリス・ペッコーヴァー、出演はオリヴィア・デヨングとリーヴァイ・ミラーなど。クリスマスに家で留守番することになった12歳の少年と、バイトで子守にやって来た年上の美少女による、謎の侵入者との攻防を描いている。「ホラー版ホーム・アローン」とも言われている。
日本ではNetflixで配信されていたが、2020年12月4日から新宿シネマカリテやシネマート心斎橋など、全国で順次公開された。

## ストーリー
アシュリーはクリスマスの日にある家でベビーシッターのアルバイトをすることになり、依頼主の家にやって来た。彼女は家人が留守の間、彼らの息子で12歳の少年ルークの面倒を見ることに。
だが、不審な電話がかかってきたのを皮切りに、家の外に怪しい影がちらつくようになる。アシュリーはルークを守ろうと奮闘する。

## キャスト
（）内は日本語吹き替え声優
- アシュリー: オリヴィア・デヨング（川岸上子） - シッターの女子高生。家族で引っ越し準備中。
- ルーク・ラーナー: リーヴァイ・ミラー（英語版）（中村純也） - 中学生。
- ギャレット: エド・オクセンボールド（英語版）（後藤啓介） - ルークの悪友。
- リッキー: アレックス・ミキッチ（中川輝己） - アシュリーの恋人。
- ジェレミー: デイカー・モンゴメリー（斉藤優希） - アシュリーの元恋人。
- ロバート・ラーナー: パトリック・ウォーバートン（齋藤響） - ルークの父親。
- デアンドラ・ラーナー: ヴァージニア・マドセン（渡谷美帆） - ルークの母親。

## 作品の評価
Rotten Tomatoesによれば、批評家の一致した見解は「カリスマ的若手キャストによる『ベター・ウォッチ・アウト クリスマスの侵略者』は、愛らしくも不吉なホリデー・ホラー映画である。」であり、65件の評論のうち高評価は89%にあたる58件で、平均点は10点満点中6.9点となっている。Metacriticによれば、13件の評論のうち、高評価は10件、賛否混在は1件、低評価は2件で、平均点は100点満点中67点となっている。